# Renata Cristina de Jesus Benedito
Renata Cristina de Jesus Benedito (* 11. Dezember 1984 in São Paulo) ist eine brasilianische Volleyballspielerin.

## Karriere
De Jesus Benedito spielte bis 2006 bei CAT Trofa. In ihrer letzten Saison mit dem portugiesischen Verein nahm sie an der Champions League teil. Anschließend wechselte sie nach Spanien zu CV Jamper Aguere La Laguna. 2010 wurde sie spanischer Meister und in der folgenden Saison spielte sie zum zweiten Mal im höchsten europäischen Wettbewerb. 2011 verpflichtete der deutsche Bundesligist Rote Raben Vilsbiburg die Mittelblockerin. 2013 ging sie zum Schweizer Erstligisten Volley Köniz.